# Cryptogeobius
Cryptogeobius is een geslacht van hooiwagens uit de familie Gonyleptidae.
De wetenschappelijke naam Cryptogeobius is voor het eerst geldig gepubliceerd door Mello-Leitão in 1935. 

## Soorten
Cryptogeobius omvat de volgende 2 soorten:
- Cryptogeobius clavitibialis
- Cryptogeobius crassipes